# Lemešany
Lemešany (in ungherese Lemes) è un comune della Slovacchia facente parte del distretto di Prešov, nella regione omonima.